# 奧斯卡·巴布
奧斯卡·巴布（挪威語：Oscar Bobb，2003年7月12日—），挪威男子職業足球員，司職前鋒或攻擊中場，現效力英超俱樂部曼城和挪威國家足球隊。

## 俱樂部生涯

### 早年生涯與移居葡萄牙
巴布在2003年7月12日出生於挪威首都奧斯陸，年幼時曾加入利恩的青訓隊。9歲（2013年）時，他在阿爾加維青年錦標賽中的出色表現使其獲得葡超「三巨頭」之一的波尔图青睞。「火龍軍團」找上了巴布的母親圖里德·岡尼斯，希望說服這位未經細琢的原石加盟，甚至免費請母子兩人參觀波爾圖俱樂部。2015年10月，岡尼斯獨自移民葡國，隔月更隨即在容許其兒子於該國足總註冊的文件上簽字。
儘管國際足總（FIFA）在2016年1月以涉嫌違反未成年人轉會規定為由，視岡尼斯和葡萄牙足總之間的協議無效，但巴布和其母親仍繼續留在，甚至在2017年1月仍試圖與埃爾納尼·貢薩爾維斯足球學校簽約（Escola de Futebol Hernâni Gonçalves）。然而FIFA不接納岡尼斯為出自個人意願、期望打開其演藝事業新篇章才移居葡國的說法，也無法完全排除埃爾納尼·貢薩爾維斯足球學校和波爾圖俱樂部存在關聯的可能性，因而拒絕向巴布批出國際轉會證書（International Transfer Certificate）。岡尼斯後來將此案提交至国际体育仲裁法庭，但法庭判國際足總一方勝訴，而巴布則獲告知須返回挪威，並之後轉會至挪超的華拉倫加。

### 曼城
2019年7月，巴布加盟英超的曼城，費用和合約期限皆未公開。三個月後，《衛報》形容他是「藍月亮」同年齡層球員中最優秀的年青才俊。歷經一個相對於其他青訓球員來說較為慢熱的開局後，巴布鞏固了自己於曼城U23隊的地位，並在其首個球季中交出14場首發、3球7助的成績表，為當季的助攻王；第二季還獲「藍月亮」頒發精英發展隊年度最佳球員，也幫助球隊在2020–22年的兩個賽季中背靠背封王。為了回報他在預備隊中的亮眼表現，曼城在2022年1月7日足總杯第三輪對上史雲頓的比賽中提拔巴布至一線隊內，惜主帥佩普·瓜迪奧拉並未派其上陣。
巴布在2023年9月2日對陣富咸的賽事中於第88分鐘替補菲爾·福登上場，達成其個人首次英超亮相。同月19日，他第一次在歐冠登場，在第83分鐘同樣代替福登上陣，幫助曼城以3–1擊敗貝爾格萊德紅星。
2024年1月14日，巴布在對陣紐卡素的賽事中，以後備入替身份，於補時第91分鐘接應奇雲·迪布尼的妙傳射入絕殺一球，以3:2反勝紐卡素，取得個人首個英超入球。

## 國家隊生涯
巴布有著挪威和甘比亞的血統，因此有代表此兩國的國家隊出戰的資格，而他最終選擇了前者，並效力過包括U21隊在內的所有挪威青年梯隊。
2023年10月國際賽期間，巴布首次獲挪威成年國家隊徵召。同月12日，他在4–0大勝塞浦路斯的歐洲足球錦標賽外圍賽分組賽中於63分鐘從板凳出發，首次為「維京海盜」披甲上陣。

## 踢球風格
巴布擅長控球在腳，被曼城官方形容是一位「擁有精湛球技的天才中場」，其比賽風格也被拿來跟阿根廷球星利昂内尔·梅西比較。

## 生涯數據

### 俱樂部
最後更新：2023年11月7日
| 俱樂部   | 球季     | 聯賽     | 聯賽 | 聯賽 | 盃賽 | 盃賽 | 聯賽盃 | 聯賽盃 | 州際賽 | 州際賽 | 其他 | 其他 | 總計 | 總計 |
| 俱樂部   | 球季     | 聯賽     | 上陣 | 進球 | 上陣 | 進球 | 上陣   | 進球   | 上陣   | 進球   | 上陣 | 進球 | 上陣 | 進球 |
| -------- | -------- | -------- | ---- | ---- | ---- | ---- | ------ | ------ | ------ | ------ | ---- | ---- | ---- | ---- |
| 曼城U21  | 2020–21  | —        | —    | —    | —    | —    | —      | —      | —      | —      | 2    | 0    | 2    | 0    |
| 曼城U21  | 2021–22  | —        | —    | —    | —    | —    | —      | —      | —      | —      | 2    | 0    | 2    | 0    |
| 曼城U21  | 總計     | 總計     | 0    | 0    | 0    | 0    | 0      | 0      | 0      | 0      | 4    | 0    | 4    | 0    |
| 曼城     | 2021–22  | 英超     | 0    | 0    | 0    | 0    | 0      | 0      | 0      | 0      | 0    | 0    | 0    | 0    |
| 曼城     | 2022–23  | 英超     | 0    | 0    | 0    | 0    | 0      | 0      | 0      | 0      | 0    | 0    | 0    | 0    |
| 曼城     | 2023–24  | 英超     | 4    | 0    | 0    | 0    | 1      | 0      | 2      | 0      | 0    | 0    | 7    | 0    |
| 曼城     | 總計     | 總計     | 4    | 0    | 0    | 0    | 1      | 0      | 2      | 0      | 0    | 0    | 7    | 0    |
| 生涯總計 | 生涯總計 | 生涯總計 | 4    | 0    | 0    | 0    | 1      | 0      | 2      | 0      | 4    | 0    | 11   | 0    |

1. 1 2  英格蘭足球聯賽錦標賽
2. ↑  英格蘭足球聯賽盃
3. ↑  歐冠

### 國家隊
最後更新：2023年10月15日
| 國家隊 | 年份 | 上陣 | 進球 |
| ------ | ---- | ---- | ---- |
| 挪威   | 2023 | 2    | 0    |
| 總計   | 總計 | 2    | 0    |

## 獲得榮譽與獎項

### 俱樂部
曼城
- 歐洲超級盃冠軍：2023[19]
- 世界冠軍球會盃冠軍：2023[20]

### 個人
- 曼城精英發展隊年度最佳球員：2021–22[5]

## 外部連結
- Soccerway資料庫：奧斯卡·巴布
- 足球数据库：奧斯卡·巴布的球员统计数据